# Manuel Sánchez Pavón
Manuel Sánchez Pavón (n. 1908) fue un maestro y docente español.

## Biografía
Nació en la localidad onubense de Aracena en 1908. Fue maestro nacional de profesión. Miembro de las Juventudes Comunistas desde 1930, se afiliaría al Partido Comunista de España en 1937. Tras el estallido de la Guerra civil se integró en el Ejército Popular de la República, llegando a ser jefe de Estado Mayor de la 46.ª División. Al final de la contienda se exilió en la Unión Soviética, donde trabajaría como maestro en la Casa de niños españoles en Óbninskoye y más adelante como profesor de español en el Instituto Pedagógico.
Regresaría a España en 1967.